# Liste der US-amerikanischen Meister im Bantamgewicht (Boxen)
Diese Liste bietet eine Übersicht über alle US-amerikanischen Meister im Bantamgewicht:
- 1888: W. Rocap
- 1889: W. Rocap
- 1890: B. Weldon
- 1891: G.F. Connolly
- 1892: Titel nicht vergeben
- 1893: Michael J. Hallihan
- 1894: R. McVeigh
- 1895: E. Horen
- 1896: J.J. Gross
- 1897: Charles Fahey
- 1898: Titel nicht vergeben
- 1899: W. Wildner
- 1900: H. Murphy
- 1901: George Young
- 1902: F. Fieg
- 1903: Thomas Stone
- 1904: Jerry Casey
- 1905: Sam Moss
- 1906: Harry Baker
- 1907: Henry Meyers
- 1908: M.J. Carroll
- 1909: Joe Gorman
- 1910: John Gallant
- 1911: Tommy Reagan
- 1912: Tommy Reagan
- 1913: Tommy Reagan
- 1914: S. Phillips
- 1915: Tony Vatlin
- 1916: Benny Valger
- 1917: Jim Tomasulo
- 1918: Jim Tomasulo
- 1919: Ashton Donza
- 1920: J. Hutchinson
- 1921: George Daly
- 1922: Sid Terris
- 1923: Harry Marcus
- 1924: Jack Tripoli
- 1925: August Gotto
- 1926: Joey Katkish
- 1927: Tommy Paul
- 1928: John Daley
- 1929: Albion Holden
- 1930: Abie Miller
- 1931: Joe Ferrante
- 1932: Jimmy Martin
- 1933: A. Tardugno
- 1934: Armando Sicilia
- 1935: Troy Bellini
- 1936: Willie Joyce
- 1937: Morris Parker
- 1938: Bill Speary
- 1939: Bill Speary
- 1940: Angelo Ambrosano
- 1941: Ray Brown
- 1942: Bernard Docusen
- 1943: Earl O’Neil
- 1944: Nick Saunders
- 1945: Amos Aitson
- 1946: Tsaneshi Naruo
- 1947: Corky Gonzales
- 1948: Bill Morgan
- 1949: Jimmy Mitchell
- 1950: Mickey Mars
- 1951: Ernie De Jesus
- 1952: Davey Moore
- 1953: Tommy Nethercott
- 1954: Bill Ramos
- 1955: John Cereghin
- 1956: Don Whaley
- 1957: Herman Marques
- 1958: Charles Branch
- 1959: Fred Griffin
- 1960: Oscar German
- 1961: John Howard
- 1962: Victor Melendez
- 1963: Gerry Lott
- 1964: Art Jones
- 1965: George Colon
- 1966: Josue Marquez
- 1967: Earl Large
- 1968: Sammy Goss
- 1969: Terry Pullen
- 1970: Robert Mullins
- 1971: Ricardo Carreras
- 1972: Fred Bryant
- 1973: Mike Hess
- 1974: Mike Ayala
- 1975: Eiichi Jumawan
- 1976: Bernard Taylor
- 1977: Rocky Lockridge
- 1978: Jackie Beard
- 1979: Jackie Beard
- 1980: Jackie Beard
- 1981: Richard Savage
- 1982: Floyd Favors
- 1983: Jesse Benavides
- 1984: Eugene Speed
- 1985: Michael Collins
- 1986: Michael Collins
- 1987: Michael Collins
- 1988: Jemal Hinton
- 1989: Tony Gonzales
- 1990: Sergio Reyes
- 1991: Sergio Reyes
- 1992: Sean Fletcher
- 1993: Aristead Clayton
- 1994: Jorge Munoz
- 1995: Carlos Navarro
- 1996: Jesus Vega
- 1997: Cornelius Lock
- 1998: Antonio Rodriguez
- 1999: Clarence Vinson
- 2000: Sergio Espinoza
- 2001: David Martinez
- 2002: Aaron Garcia
- 2003: Samson Guillermo
- 2004: Roberto Benitez
- 2005: Gary Russell Jr.
- 2006: Gary Russell Jr.
- 2007: Ronny Rios
- 2008: Ronny Rios
- 2009: Jesse Magdaleno
- 2010: Rau’Shee Warren
- 2011: John Franklin
- 2012: Charles Martin
- 2013: Malik Jackson
- 2014: Malik Jackson
- 2015: Antonio Vargas
- 2016: Fernando Martinez
- 2017: Fernando Martinez